# 挪威灣
77°29′59″N 90°29′59″W / 77.49972°N 90.49972°W

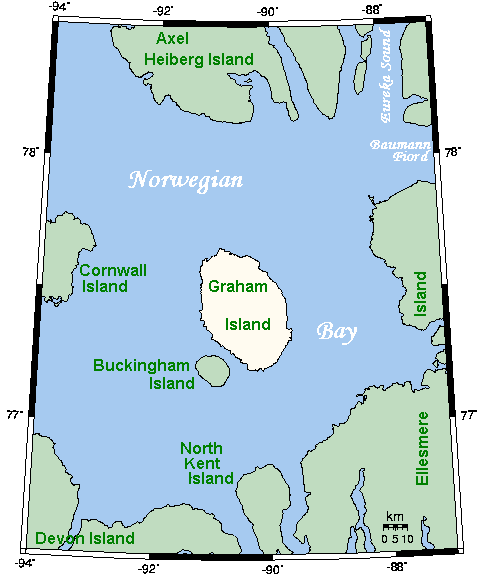

挪威灣是加拿大的海灣，位於北冰洋北部海域，由基吉柯塔魯克地區負責管轄，長161公里、寬145公里，西北面是阿蒙德靈內斯島，北鄰阿克塞爾海伯格島，東臨埃爾斯米爾島，南毗德文島。